# 楪まりか
楪 まりか（ゆずりは まりか、1992年5月9日 - ）は、日本の元AV女優。ディクレア所属。

## 略歴・人物
東京都出身。2015年1月、プレステージの専属女優「雛森みこ（ひなもり みこ）」としてデビュー。所属事務所はティーパワーズ。
同年6月からギャルに特化したkira☆kiraの専属女優となり、自身もギャルとなる。
2017年1月22日、公式ツィッターで「楪まりか（ゆずりは　まりか）」への改名とディクレアへの移籍を報告。

## 出演作品

### アダルトDVD
2015年
- 新人 プレステージ専属デビュー 雛森みこ（1月10日、プレステージ）
- 一泊二日、美少女完全予約制。 第二章 雛森みこの場合（2月11日、プレステージ）
- 新・絶対的美少女、お貸しします。 35（3月11日、プレステージ）
- kira☆kira BLACK GAL DEBUT 日焼け黒ギャル専属デビュー 全身敏感ビックンビックン激カワ変態GALの極小マイクロビキニ中出しSEX（6月19日、kira☆kira）
- kira☆kira BLACK GAL 激カワ変態☆黒ギャル女子校生 生姦JK連続中出しパンチラハイスクール （7月19日、kira☆kira）
- kira☆kira BLACK GAL ロリカワギャルナースが気が向いた日だけ行うぶっかけ診察会（8月19日、kira☆kira）
- 活発な女子校生のいる中出しOKソープランド（9月19日、kira☆kira）
- キモメンに騙されてる幼なギャルちゃん（10月19日、kira☆kira）

2016年
- kira★kira BEST 雛森みこスペシャル 8時間 －高画質－ 特別編（2月19日、kira☆kira）※総集編
- 「カネが無い客には興味がない」 お客を見下す高飛車キャバ嬢に媚薬を飲ませて強制発情激イキSEX 3（6月1日、DOC）他出演:あかね杏珠、西内るな
- SOD女子社員 フェラチオシンデレラ選手権（6月9日、SODクリエイト）※「森田果歩」名義　共演:飯田柚子、中島葵、岩井亜美、勅使河原紗英
- JKにオナホを渡し「僕のチ○コを思いっきりシゴいて下さい!」 2（6月10日、DOC）※「のぞみ」名義　他出演:あけみ、ゆい、くみ、りえ、まや、あこ、こはる、れな(あかね杏珠)
- 女子校のクラス全員と一人ずつ濃密性交した僕。（8月1日、MOODYZ）共演:荻野舞、音羽あみ、芹沢ゆず、高山玲奈、葉山美空、唯川千尋、百瀬ひまり、鳥井真央、竹内真琴、水城りの、真島かおる
- 寝取られた隣に引っ越してきた美尻若妻（8月18日、ヒビノ）
- ヤリサー名物 ヤリヤリメリーゴーランド（8月19日、Rookie）共演:芹沢ゆず、二宮ナナ、荻野舞、宮下華奈
- ￥ジェネ 004（9月9日、S級素人）
- 恥じらい美少女の恋するえっち（10月1日、S-Cute）他出演:彩音舞衣、サリー、翼みさき、さくら亜衣、花咲いあん
- 我が家のメイド達の再教育が完了したから子作り（10月1日、ZUKKON/BAKKON）共演:浅田結梨、あゆな虹恋、荻野舞、蓮実クレア
- 純白美少女の純情な欲情（12月13日、S-Cute）他出演:裕木まゆ、跡美しゅり、彩音舞衣、栄川乃亜、あず希
- SOD女子社員 全裸オナニー名簿 25名（12月22日、SODクリエイト）※「森田果歩」名義　他出演:川合美緒、神木恵美子、清川夏美、河合美久、森香奈、池田彩芽、深山梢、亀山雫、間千鶴、玉井柊音、塚原美波、野崎穂花、岩井亜美、真鍋由美、旗田かさね、松丸さやか、芳月美里、馬場嗣美、坂口美香、石橋美紗子、勅使河原紗英、松岡恵子、浅井実里、有田実花
- 私、新人看護師なのに不妊治療センターの精液採取室に配属されました…（12月22日、サディスティックヴィレッジ）共演:渋谷ありす、斉藤みゆ

2017年
- 羞恥! 脂ぎったハゲ産婦人科医に「治療ですよ」とクリトリスに軟膏を塗られて絶技でマッサージされても待合室に居る夫にあえぎ声が聞こえないように必死で我慢する若妻（1月6日、サディスティックヴィレッジ）他出演:渋谷ありす、斉藤みゆ
- 羞恥! 男女混合全裸精密検査 同僚が見ている前で体の穴という穴と乳房をじっくりと調べられる女子社員（1月6日、サディスティックヴィレッジ）共演:河北はるな、小谷みのり、高城アミナ
- レ○プWelcome娘 夜勤ナースの無防備なパンチラ、そして過剰なスキンシップ!「こいつ誘ってんのか?」と思ってガマンできずレ○プしたらやっぱり自分から腰をふり始めて喜んで中出しまでさせてくれた!（1月6日、サディスティックヴィレッジ）他出演:小谷みのり、河北はるな、高城アミナ
- 現役女子大生と生ハメ性交! 気持ち良すぎてダマッて中出ししちゃってごめんなさい!!（1月13日、S級素人）他出演:椎名そら、さくらみゆき、なるせみらい、優姫ひかり
- デリヘル呼んでやってる最中に知ってる人妻って気がついて…（2月23日、タカラ映像）
- きゅんきゅんメイド喫茶まるごと全員に種配り (3月13日、ZUKKON/BAKKON) 共演:波多野結衣、水城奈緒、松本メイ、大槻ひびき、竹内真琴、星あんず、加藤あやの、今永亜美、宮野ゆかな、田中かりな